# Volodímir Orlov
Volodímir Orlov Sturman-Maurin en España conocido como Vladímir Orlov (nacido el 17 de junio de 1995 en Járkov, Ucrania) es un jugador de baloncesto profesional ucraniano con nacionalidad española que juega de pívot (2.09 m). Pertenece a la plantilla del CB Clavijo de la Segunda FEB.

## Trayectoria
Tras jugar en las categorías inferiores del Unicaja SD de Málaga y el Cajasol Sevilla, Vladimir Orlov se estrenó en la Liga EBA jugando en el CB Morón durante la temporada 2013-2014.
Con el fin de seguir creciendo en el mundo del baloncesto, en la temporada 2014-15 firmó por el CB Canarias, lo que le permitió entrenar con el equipo de la ACB y competir en el vinculado RC Náutico de la Liga EBA, hasta que fichó por el onubense CD Baloncesto Enrique Benítez, donde finalizó la temporada.
En la temporada 2015-16 comenzó jugando en Leb Oro en La Coruña y aterrizó meses más tarde en las filas del CB Morón de Leb Plata. Después de varios movimientos en el mercado recala en el CB San Juan.
En la temporada 2016-17, forma parte del PAS Piélagos donde realiza una gran temporada EBA. 
En septiembre de 2017, vuelve a la Liga LEB Oro, firmando un contrato en su nueva aventura en el CB Ourense por una temporada, pero finaliza dicho año en Aceitunas Fragata Morón en Liga LEB Plata. 
La temporada 2018-19 la disputado una con Iraurgi Saski Baloia promediando 9,2 puntos y 4,4 rebotes para 11,2 de valoración. 
En la temporada 2019-20, forma parte de la plantilla del Real Murcia Baloncesto de Liga LEB Plata, con el que conseguiría el ascenso a Liga LEB Oro, con unos números de 6,8 puntos, 4,6 rebotes para 9,4 de valoración en los 16 minutos y medio de media que disputó.
En verano de 2020, se compromete con el Zornotza Saskibaloi Taldea de Liga LEB Plata.
En la temporada 2021-22, forma parte de la plantilla del CB Benicarló de la Liga LEB Plata.
Tras 2 temporadas y media Vladimir Orlov, deja el CB Benicarló de la Liga LEB Plata y el 24 de febrero de 2024, firma por el TAU Castelló de la LEB Oro.
El 3 de agosto de 2024 se comprometió con el Club Baloncesto Clavijo de la Segunda FEB.

## Internacionalidad

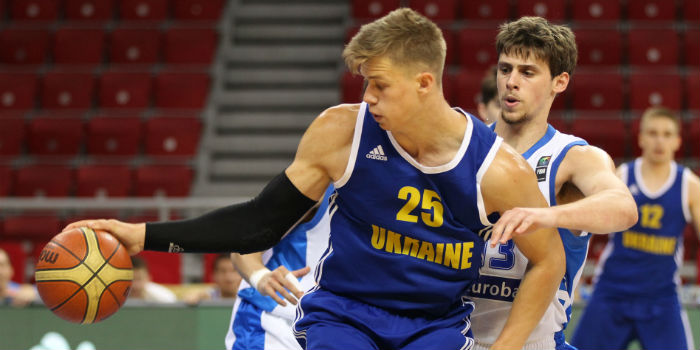
Ucrania. Campeonato Europeo Sub-20, en Lignano Sabbiadoro (Italia).

Orlov es internacional por su país de nacimiento en las categorías Sub-18 y Sub-20.
- 2013. Campeón Andalucía. Campeonato de España. Top-20 Jugadores .
- 2013. Ucrania. Campeonato Europeo Sub-18, en Letonia.
- 2014. Preselección Sub-20.
- 2015. Ucrania. Campeonato Europeo Sub-20, en Lignano Sabbiadoro (Italia)

## Clubs
- (2006-2007) San Juan de Aznalfarache. Alevín-Infantil.
- (2007-2008) Tomares Aljarafe XXI. Infantil.
- (2008-2009) Tomares Aljarafe XXI. Infantil.
- (2009-2010) Tomares Aljarafe XXI. Cadete.
- (2010-2011) Unicaja Málaga. Cadete.
- (2011-2012) Unicaja Málaga. Júnior.
- (2012-2013) Cajasol Sevilla. Júnior y disputa 4 partidos con Cajasol en EBA.
- (2013-2014)  Aceitunas Fragata Morón. EBA.
- (2014-2015) Real Club Náutico de Tenerife de Baloncesto | (Náutico Kia Tenerife). EBA.
- (2015-2015) C.D.B. Enrique Benítez (Por Huelva). EBA.
- (2015-2015) Club Básquet Coruña. LEB Oro
- (2015-2016)  Aceitunas Fragata Morón. LEB Plata
- (2015-2016) C.D.B San Juan - Cycle C.B. San Juan. EBA.
- (2016-2017) Agrupación de Baloncesto Pas | PAS Piélagos. EBA
- (2017-2017) Club Ourense Baloncesto. LEB Oro
- (2017-2018)  Aceitunas Fragata Morón. LEB Plata
- (2018-2019) Iraurgi Saski Baloia. LEB Plata
- (2019-2020) Real Murcia Baloncesto. LEB Plata
- (2020-2021) Zornotza Saskibaloi Taldea. LEB Plata
- (2021-2024) CB Benicarló. LEB Plata
- (2024) TAU Castelló. LEB Oro
- (2024-presente) CB Clavijo. Segunda FEB